# Athlétisme aux Jeux de la Francophonie de 2013
 (avril 2025).
Si vous disposez d'ouvrages ou d'articles de référence ou si vous connaissez des sites web de qualité traitant du thème abordé ici, merci de compléter l'article en donnant les références utiles à sa vérifiabilité et en les liant à la section « Notes et références ».
Navigation
Les épreuves d'athlétisme aux Jeux de la Francophonie 2013 se sont déroulées du 10 au 14 septembre 2013 au stade Charles-Ehrmann de Nice.

## Résultats

### Hommes
| Épreuves | Or                                                                                    | Argent                                                                           | Bronze                                                                                  |
| --- | ------------------------------------------------------------------------------------- | -------------------------------------------------------------------------------- | --------------------------------------------------------------------------------------- |
| 100 m | Emmanuel Biron 10 s 41                                                                | Dontae Richards-Kwok 10 s 46                                                     | Samuel Francis 10 s 53                                                                  |
| 200 m | Oluwasegun Makinde 20 s 80                                                            | Idrissa Adam 21 s 21                                                             | Jonathan Permal 21 s 35                                                                 |
| 400 m | Antoine Gillet 46 s 64                                                                | Toumany Coulibaly 46 s 87                                                        | Non décerné                                                                             |
| 400 m | Antoine Gillet 46 s 64                                                                | Angel Chelala 46 s 87                                                            | Non décerné                                                                             |
| 800 m | Musaab Bala 1 min 46 s 57                                                             | Samir Jamaa 1 min 47 s 50                                                        | Nader Belhanbel 1 min 47 s 72                                                           |
| 1 500 m | Ayanleh Souleiman 3 min 57 s 35                                                       | Krzysztof Żebrowski 3 min 57 s 58                                                | Fouad Elkaam 3 min 57 s 91                                                              |
| 5 000 m | Othmane El Goumri 13 min 48 s 76                                                      | Younès Essalhi 13 min 49 s 36                                                    | Youssouf Hiss Bachir 13 min 50 s 61                                                     |
| 10 000 m | Hicham Bellani 28 min 49 s 09                                                         | Olivier Irabaruta 28 min 53 s 34                                                 | Mustapha El Aziz 29 min 05 s 05                                                         |
| 20 km marche | Kévin Campion 1 h 24 min 32 s                                                         | Evan Dunfee 1 h 25 min 30 s                                                      | Mabrook Saleh Mohamed 1 h 26 min 26 s (NR)                                              |
| 110 m haies | Sékou Kaba 13 s 84                                                                    | Ladji Doucouré 13 s 95                                                           | Ingvar Moseley 14 s 02                                                                  |
| 400 m haies | Mamadou Kassé Hanne 49 s 48                                                           | Yoann Décimus 50 s 05                                                            | Mohamed Sghaïer 50 s 46                                                                 |
| 3 000 m steeple | Hamid Ezzine 8 min 43 s 41                                                            | Yoann Kowal 8 min 43 s 79                                                        | Maaz Abdelrahman Shagag 8 min 45 s 16                                                   |
| 4 × 100 m | Canada Aaron Bowman Oluwasegun Makinde Dontae Richards-Kwok Jared Connaughton 39 s 14 | France Mickaël-Meba Zézé David Alerte Arnaud Rémy Emmanuel Biron 39 s 36         | Wallonie Damien Broothaerts Kévin Borlée Jonathan Borlée Julien Watrin 39 s 58          |
| 4 × 400 m | France Toumany Coulibaly Mamoudou Hanne Yoann Décimus Angel Chelala 3 min 05 s 22     | Wallonie Robin Vanderbemden Antoine Gillet Dylan Borlée Will Oyowe 3 min 06 s 24 | Suisse Silvan Lutz Kariem Hussein Daniele Angelella Philipp Weissenberger 3 min 07 s 21 |
| Saut en hauteur | Derek Drouin 2,30 m                                                                   | Mickaël Hanany 2,30 m                                                            | Non décerné                                                                             |
| Saut en hauteur | Derek Drouin 2,30 m                                                                   | Mihai Donișan 2,30 m                                                             | Non décerné                                                                             |
| Saut à la perche | Valentin Lavillenie 5,50 m                                                            | Shawnacy Barber 5,20 m                                                           | Non décerné                                                                             |
| Saut à la perche | Valentin Lavillenie 5,50 m                                                            | Jason Wurster 5,20 m                                                             | Non décerné                                                                             |
| Saut en longueur | Adrian Strzałkowski 7,99 m                                                            | Kafétien Gomis 7,81 m                                                            | Adrian Vasile 7,78 m                                                                    |
| Triple saut | Yoann Rapinier 17,11 m                                                                | Gaëtan Saku Bafuanga Baya 16,93 m                                                | Tarik Bouguetaïb 16,66 m                                                                |
| Lancer du poids | Tomasz Majewski 20,18 m (CR)                                                          | Gaëtan Bucki 19,33 m                                                             | Timothy Nedow 19,09 m                                                                   |
| Lancer du disque | Sergiu Ursu 62,87 m                                                                   | Rashid Shafi Al-Dosari 59,06 m                                                   | Ahmed Dheeb 58,65 m                                                                     |
| Lancer du marteau | Paweł Fajdek 78,28 m                                                                  | Quentin Bigot 74,60 m                                                            | Ashraf Amgad Elseify 72,88 m                                                            |
| Lancer du javelot | Łukasz Grzeszczuk 78,62 m (CR)                                                        | Curtis Moss 76,04 m                                                              | Killian Durechou 73,22 m                                                                |
| Décathlon | Bastien Auzeil 7 739 pts                                                              | Darko Pešić 7 639 pts                                                            | Guillaume Thierry 7 511 pts                                                             |
| Records et Performances - AR : Record continental (area record) - CR : Record des championnats (championship record) - MR : Record du meeting (meet record) - NR : Record national (national record) - OR : Record olympique (olympic record) - PR : Record paralympique (paralympic record) - PB : Record personnel (personal best) - SB : Meilleure performance personnelle de la saison (season's best) - WL : Meilleure performance mondiale de l'année (world leader) - WJR : Record du monde junior (world junior record) - WR : Record du monde (world record) Circonstances et Conditions - DNF : N'a pas terminé (did not finish) - DNS : N'a pas pris le départ (did not start) - DQ : Disqualification (disqualification) - NM : Aucun essai valable enregistré (No Mark) - Q : Qualifié « directement » au prochain tour (ou à la prochaine compétition), lors d'une compétition majeure, grâce au classement ou à la réalisation des minima (automatic qualifier) - q : Qualifié au prochain tour (ou à la prochaine compétition), lors d'une compétition majeure, grâce au repêchage ou à la réalisation de l'une des meilleures performances parmi celles des « non qualifiés directement » (grâce au meilleur temps ou à la meilleure distance par exemple) (secondary qualifier) |                                                                                       |                                                                                  |                                                                                         |

### Femmes
| Épreuves | Or                                                                                   | Argent                                                                          | Bronze                                                                    |
| --- | ------------------------------------------------------------------------------------ | ------------------------------------------------------------------------------- | ------------------------------------------------------------------------- |
| 100 m Vent : | Ayodelé Ikuesan 11 s 72                                                              | Andreea Ogrăzeanu 11 s 72                                                       | Shai-Anne Davis 11 s 80                                                   |
| 200 m Vent : | Crystal Emmanuel 23 s 63                                                             | Lea Sprunger 23 s 83                                                            | Cynthia Bolingo Mbongo 24 s 08                                            |
| 400 m | Floria Guei 52 s 31                                                                  | Marie Gayot 52 s 33                                                             | Bianca Răzor 52 s 69                                                      |
| 800 m | Elena Mirela Lavric 2 min 02 s 27                                                    | Malika Akkaoui 2 min 02 s 61                                                    | Melissa Bishop 2 min 03 s 44                                              |
| 1 500 m | Rababe Arafi 4 min 18 s 70                                                           | Siham Hilali 4 min 18 s 89                                                      | Angelika Cichocka 4 min 19 s 37                                           |
| 10 000 m | Diane Nukuri 32 min 29 s 14 (CR)                                                     | Khadija Sammah 32 min 38 s 42                                                   | Claudette Mukasakindi 33 min 20 s 87                                      |
| 20 km marche | Laure Polli 1 h 37 min 23 s (CR)                                                     | Inès Pastorino 1 h 39 min 14 s                                                  | Corinne Baudoin 1 h 40 min 39 s                                           |
| 110 m haies Vent : | Anne Zagré 13 s 41                                                                   | Gnima Faye 13 s 47                                                              | Clélia Reuse 13 s 57                                                      |
| 400 m haies | Hayat Lambarki 57 s 22                                                               | Noelle Montcalm 57 s 62                                                         | Mame Fatou Faye 57 s 66                                                   |
| 3 000 m steeple | Ancuța Bobocel 9 min 46 s 82                                                         | Salima El Ouali Alami 9 min 48 s 53                                             | Geneviève Lalonde 9 min 53 s 35                                           |
| 4 × 100 m | Wallonie Laura Leprince Laetita Libert Cynthia Bolingo Mbongo Anne Zagré 44 s 70     | Suisse Clélia Reuse Sarah Atcho Marisa Lavanchy Lea Sprunger 45 s 01            | France Aisseta Diawara Carima Louami Émilie Gaydu Ayodelé Ikuesan 45 s 03 |
| 4 × 400 m | Roumanie Sanda Belgyan Elena Mirela Lavric Adelina Pastor Bianca Răzor 3 min 29 s 81 | Canada Adrienne Power Melissa Bishop Noelle Montcalm Alicia Brown 3 min 34 s 25 | France Émeline Bauwe Clarisse Moh Fanny Lefèvre Floria Guei 3 min 35 s 20 |
| Saut en hauteur | Melanie Skotnik 1,90 m                                                               | Justyna Kasprzycka 1,88 m                                                       | Michelle Theophille 1,86 m                                                |
| Saut à la perche | Marion Lotout 4,40 m (CR)                                                            | Fanny Smets 4,40 m (=CR)                                                        | Heather Hamilton 4,10 m                                                   |
| Saut à la perche | Marion Lotout 4,40 m (CR)                                                            | Fanny Smets 4,40 m (=CR)                                                        | Syrine Balti 4,10 m                                                       |
| Saut en longueur | Anna Jagaciak 6,68 m                                                                 | Teresa Dobija 6,66 m                                                            | Christabel Nettey 6,63 m                                                  |
| Triple saut | Anna Jagaciak 13,92 m                                                                | Carmen Toma 13,92 m                                                             | Joëlle Mbumi 13,44 m                                                      |
| Lancer du poids | Anca Heltne 17,14 m                                                                  | Fabienne Digard 15,32 m                                                         | Auriol Dongmo 15,30 m                                                     |
| Lancer du disque | Kazai Suzanne Kragbé 55,58 m                                                         | Lucie Catouillart 53,12 m                                                       | Pauline Pousse 53,07 m                                                    |
| Lancer du marteau | Anita Włodarczyk 75,62 m (CR)                                                        | Bianca Perie 70,41 m                                                            | Alexandra Tavernier 69,95 m                                               |
| Lancer du javelot | Krista Woodward 52,82 m                                                              | Alexia Kogut Kubiak 51,35 m                                                     | Jessica Rosun 49,36 m                                                     |
| Heptathlon | Laura Arteil 5 534 pts                                                               | Madelaine Buttinger 5 177 pts                                                   | Nada Chroudi 4 966 pts                                                    |
| Records et Performances - AR : Record continental (area record) - CR : Record des championnats (championship record) - MR : Record du meeting (meet record) - NR : Record national (national record) - OR : Record olympique (olympic record) - PR : Record paralympique (paralympic record) - PB : Record personnel (personal best) - SB : Meilleure performance personnelle de la saison (season's best) - WL : Meilleure performance mondiale de l'année (world leader) - WJR : Record du monde junior (world junior record) - WR : Record du monde (world record) Circonstances et Conditions - DNF : N'a pas terminé (did not finish) - DNS : N'a pas pris le départ (did not start) - DQ : Disqualification (disqualification) - NM : Aucun essai valable enregistré (No Mark) - Q : Qualifié « directement » au prochain tour (ou à la prochaine compétition), lors d'une compétition majeure, grâce au classement ou à la réalisation des minima (automatic qualifier) - q : Qualifié au prochain tour (ou à la prochaine compétition), lors d'une compétition majeure, grâce au repêchage ou à la réalisation de l'une des meilleures performances parmi celles des « non qualifiés directement » (grâce au meilleur temps ou à la meilleure distance par exemple) (secondary qualifier) |                                                                                      |                                                                                 |                                                                           |

## Tableau des médailles
- Nation hôte (France)

| Rang | Nation             | Or | Argent | Bronze | Total |
| ---- | ------------------ | -- | ------ | ------ | ----- |
| 1    | France             | 11 | 15     | 7      | 33    |
| 2    | Pologne            | 7  | 3      | 1      | 11    |
| 3    | Canada             | 6  | 8      | 7      | 21    |
| 4    | Maroc              | 5  | 6      | 4      | 15    |
| 5    | Roumanie           | 5  | 4      | 2      | 11    |
| 6    | Wallonie-Bruxelles | 3  | 2      | 2      | 7     |
| 7    | Suisse             | 1  | 2      | 2      | 5     |
| 8    | Qatar              | 1  | 1      | 5      | 7     |
| 9    | Sénégal            | 1  | 1      | 1      | 3     |
| 10   | Burundi            | 1  | 1      | 0      | 2     |
| 11   | Djibouti           | 1  | 0      | 1      | 2     |
| 12   | Côte d'Ivoire      | 1  | 0      | 0      | 1     |
| 13   | Cameroun           | 0  | 1      | 2      | 3     |
| 14   | Monténégro         | 0  | 1      | 0      | 1     |
| =15  | Tunisie            | 0  | 0      | 3      | 3     |
| =15  | Maurice            | 0  | 0      | 3      | 3     |
| =17  | Rwanda             | 0  | 0      | 1      | 1     |
| =17  | Nouveau-Brunswick  | 0  | 0      | 1      | 1     |